# Вински връх (община Ормож)
Вижте пояснителната страница за други значения на Вински Връх.
Вински Връх (на словенски: Vinski Vrh) е село в Словения, Подравски регион, община Ормож. Според Националната статистическа служба на Република Словения през 2015 г. селото има 269 жители.